# Bislan Gantamirov
Bislan Saïdalievitch Gantamirov (russe : Бисла́н Сайдали́евич Гантами́ров) (orthographié dans certaines sources Beslan Gantemirov ; russe : Беслан Гантемиров), né le 22 avril 1963 dans le village de Gekhi, en RSSA de Tchétchénie-Ingouchie (RSFSR, URSS) est un homme d'État et une personnalité politique tchétchène et russe. Lieutenant colonel, il est le chef militaire de l'opposition anti-Doudaïev en 1994-1996,.

### Littérature
- Коллектив авторов. «Перехват 12.11.2000 г. Цагараев Магомед — амир в Грозном, а национал-предатель Гантамиров Беслан «мэр» Грозного. Кто действительно управлял Грозным». Стр. 15.